# Dantis 4
Dantis 4 är ett av den grekiske musikartisten Christos Dantis musikalbum. Albumet släpptes år 1994.

## Låtlista
1. Kapios S'agapai
2. Psaxe Me
3. To Pehnidi Pezete
4. Esi Tha Xasis
5. Signomi Pedia
6. Ehis Apolito Dikio
7. Moro Mou Esi
8. Come Together
9. Poios Koroidevi Poion
10. Elena